# 魔球小仙女
《魔球小仙女》，韓文原名（SPHERES），是一套在2003年在MBC首播的韓國電視動畫，共26集，由Studio Kaab和Iconix Entertainment製作。它曾在2004年在香港無綫電視播映。

## 故事簡介
韩娜英，一个不平凡的小女孩，从小就发现自己有一股异于常人的力量，但不会控制。10岁那年，她要从市区搬到他爷爷那里去住。到了火车站，有一个名叫周雅拉的老师负责接待她到“魔法学园”里，学习如何使用“奇魔力”。路途中，韩娜英与周雅拉老师，遭到袭击，但幸运的，逃过一劫。过后，韩娜英与在学园里认识了新学生，李浩正，莉亞，游小东和“公主”，展开一段不可思议及冒险的奇魔力旅程。

## 登場角色

### 新奇魔力會(뉴 스피어즈/new spheres)
- 韓娜英（한나연,配音：梁靜花（朝鲜语：양정화 (성우)）(韓國)/楊凱凱(台灣)/林元春(香港)）
- 奇魔神翼:奇魔疾風(스피어 피닉스/Sphere Phoenix)

本故事主角，在魔法學園讀書。奇魔會的成員，年齡約10歲。性格開朗，愛冒險，喜歡幫助朋友，雖然沒有莉亞般成熟，但是朋友中的領袖。她和浩正經常吵架。她是奇魔聯盟的目標，並且是所有人中奇魔力量最強的，也是最容易失控的。實際上是史前奇魔力者。
- 李浩正（이호준,配音：LEE Kye-yoon（朝鲜语：이계윤)）(韓國)/劉如蘋(台灣)/區瑞華(香港)）
  - 奇魔神翼:奇魔神威(스피어 스톰/Sphere Storm)
  - 娜英的同學及朋友，在魔法學園讀書。奇魔會的成員，年齡約10歲。性格頑皮，貪玩和喜歡捉弄新同學。但和娜英一樣，朋友有危險的話，亦會出手相助。由於他總是欺負娜英的寵物，所以經常和娜英吵架。

- 莉亞（리아,配音：Yoon Yeojin（朝鲜语：윤여진）(韓國)/陳美貞(台灣)/梁少霞(香港)）
  - 奇魔神翼:奇魔超能(스피어 파워 브레인/Sphere Power Brain)
  - 較所有人成熟，在魔法學園讀書。奇魔會的成員，年齡約11歲。處事冷靜不衝動，亦有一點冷漠，表面看似和娜英年齡相約，但其實她是中學生。經常用神翼預測敵人的動靜。成績也很好。

- 游小東（유서동,配音：Hyo-Seon Kim（朝鲜语：김효선 (성우)）(韓國)/林美秀(台灣)/雷碧娜(香港)）
  - 奇魔神翼:奇魔閃電(스피어 윈드/Sphere Wind)
  - 娜英的同學及朋友，在魔法學園讀書。奇魔會的成員，約9歲，自小被遺棄在廟堂裡，被他的師父救回家並養育，因此懂得占卜和其他法術。做事的方法和莉亞一樣，表現冷靜。說話行為像一個大人，有時個性相反的浩俊受不了他的說教。好像喜歡公主，不喜歡可愛的動物(?)。

- 公主（공주,配音：禹貞新（朝鲜语：우정신）(韓國)/王瑞芹(台灣)/黃鳳英(香港)）
  - 奇魔神翼:奇魔神杖(스피어 플라워/Sphere Flower)
  - 娜英的同學及朋友，在魔法學園讀書。奇魔會的成員，約10歲，喜歡化妝和扮靚。性格較高傲，自大。喜歡唱歌，但唱得很難聽。她使用法杖攻擊敵人。雖然她經常告訴大家自己是公主，但娜英等人一直以為她在自吹自擂，實際上她真的是碧寶國的蒂歐妮亞舞珂妮歐碧莎愛蕾公主。

### 奇魔聯盟(스피어 유니온/sphere union)
- 俊（진,配音：金英順（朝鲜语：김영선 (성우)）(韓國)/劉傑(台灣)/雷霆(香港)）

奇魔聯盟的人，從小就十分聽養父的話。約15歲。因要調查娜英的事而入讀魔法學園。歌手組合-艾司帕裡的成員。任何方面的成績都很好。當知道自己是製造人而不是人類時，感覺到被自己的爸爸利用，開始不再信任爸爸。喜歡蒂拉。
- 蒂拉（틸라,配音：LEE Kye-yoon（朝鲜语：이계윤）(韓國)/林美秀(台灣)/陸惠玲(香港)）

奇魔聯盟的機械人。約15歲。因要調查娜英的事而入讀魔法學園。歌手組合-艾司帕裡的成員。在阿俊小時候就開始照顧他。喜歡俊。

### 魔法學園教師群
- 周雅拉 老師（주아라 선생,配音：Yoon Yeojin（朝鲜语：윤여진）(韓國)/陳美貞(台灣)/沈小蘭(香港)）

奇魔會的老師，奇魔力相當強。教導娜英他們奇魔力。
- 李泰斌 老師（이태백 선생,配音：文善輝（朝鲜语：문선희）(韓國)/劉傑(台灣)/招世亮(香港)）
- 安亦宏 校長（안일환 교장,配音：朴Younghwa（朝鲜语：박영화 (성우)）(韓國)/符爽(台灣)/源家祥(香港)）

娜英的外公，魔法學園的校長，從小就有奇魔力。

### 其他
- 奈奈（나롱이,配音：LEE Kye-yoon（朝鲜语：이계윤）(韓國)/林美秀(台灣)/未知(香港)）

一隻飛鼠,是娜英的寵物。喜歡的食物是巧克力球。好像知道娜英有奇魔力的事。

## 各話列表
| 集數 | 韓文標題 | 中文標題       |
| ---- | -------- | -------------- |
| 1    |          | 我的奇魔力     |
| 2    |          | 新朋友         |
| 3    |          | 小東登場       |
| 4    |          | 奇魔神翼       |
| 5    |          | 公主也瘋狂     |
| 6    |          | 拯救朋友       |
| 7    |          | 明星不是好當的 |
| 8    |          | 電腦世界       |
| 9    |          | 神秘魔法盒     |
| 10   |          | 敞開心扉       |
| 11   |          | 信任           |
| 12   |          | 奈奈會飛了     |
| 13   |          | 超級奇魔力     |
| 14   |          |                |
| 15   |          |                |
| 16   |          |                |
| 17   |          |                |
| 18   |          |                |
| 19   |          |                |
| 20   |          |                |
| 21   |          |                |
| 22   |          |                |
| 23   |          |                |
| 24   |          |                |
| 25   |          |                |
| 26   |          |                |

## 主題曲
片頭曲：
- 「You And Me(유앤 미)」
  - 作詞: 김성근
  - 作曲: 金俊錫
  - 編曲: 金俊錫, Jeong selin
  - 演唱: Park Joon-hee

片尾曲：
- 
  - 作詞: 김금수, 김용
  - 作曲: 김용
  - 編曲: 남궁기찬
  - 演唱: 김효수

廣東話版主題曲：
- 「魔球小仙女」（又名《夢幻魔球》）
  - 作曲／編曲：侯光武 填詞：吳彤　主唱：和田裕美

## 提名及獎項

### 香港

#### 2004年度兒歌金曲頒獎典禮
| 獎項         | 單位       | 結果 |
| ------------ | ---------- | ---- |
| 十大兒歌金曲 | 魔球小仙女 | 獲獎 |

#### 新城勁爆兒歌頒獎禮2005
| 獎項         | 單位       | 結果 |
| ------------ | ---------- | ---- |
| 新城勁爆兒歌 | 魔球小仙女 | 提名 |

## 外部連結
- 動畫版官方網站（韓文）

| 香港 翡翠台 至NET小人類 時段內節目 | 香港 翡翠台 至NET小人類 時段內節目 | 香港 翡翠台 至NET小人類 時段內節目 |
| ---------------------------------- | ---------------------------------- | ---------------------------------- |
|                                    | (2004.5.25- 6.29)                  |                                    |
| 爆旋陀螺2                          | 哈姆太郎                           |                                    |